# Agència Europea de Seguretat Marítima
L'Agència Europea de Seguretat Marítima (EMSA) és una agència de la Unió Europea (UE) encarregada de reduir el risc d'accidents marítims, contaminació marina procedent de vaixells i la pèrdua de vides humanes al mar, ajudant a fer complir la pertinent legislació de la Unió.

## Història
Aquesta agència fou creada l'any 2002 per part del Consell de la Unió Europea i ratificada pel Parlament Europeu arran de les catàstrofes marítimes relacionades amb l'enfonsament del transbordador M/S Estonia (1994) i dels petroliers Erika (1999) i Prestige (2002).
L'Agència s'instal·là inicialment a la ciutat belga de Brussel·les, si bé el 2003 s'acordà que la seva seu permanent fos a la ciutat portuguesa de Lisboa, on s'instal·là el 14 de setembre de 2006. El seu actual director executiu és el neerlandès Willem de Ruiter.

## Membres
A més dels Estats membres de la UE també hi són presents Islàndia i Noruega, membres de l'Associació Europea de Lliure Comerç.

## Funcions
La EMSA té les següents missions:
- Ajudar a la Comissió Europea en la preparació de la legislació comunitària en l'àmbit de la seguretat marítima i la prevenció de la contaminació pels vaixells
- Assistir a la Comissió en l'aplicació efectiva de la legislació comunitària sobre seguretat i protecció marítimes, en particular mitjançant la vigilància del funcionament general del Règim de Control Portuaris per part dels Estats membres
- Organitzar activitats de capacitació, elaborar solucions tècniques i prestar assistència tècnica en relació amb l'aplicació de la legislació comunitària
- Ajudar a desenvolupar una metodologia comuna per a investigar els accidents marítims
- Proporcionar dades sobre la seguretat marítima i sobre la contaminació dels vaixells i ajudar a millorar la identificació i persecució dels vaixells responsables de descàrregues il·legals

Per a dur a terme aquestes accions la AESM coopera estretament amb els Estats membres de la UE.